# Bức thư Einstein–Szilárd

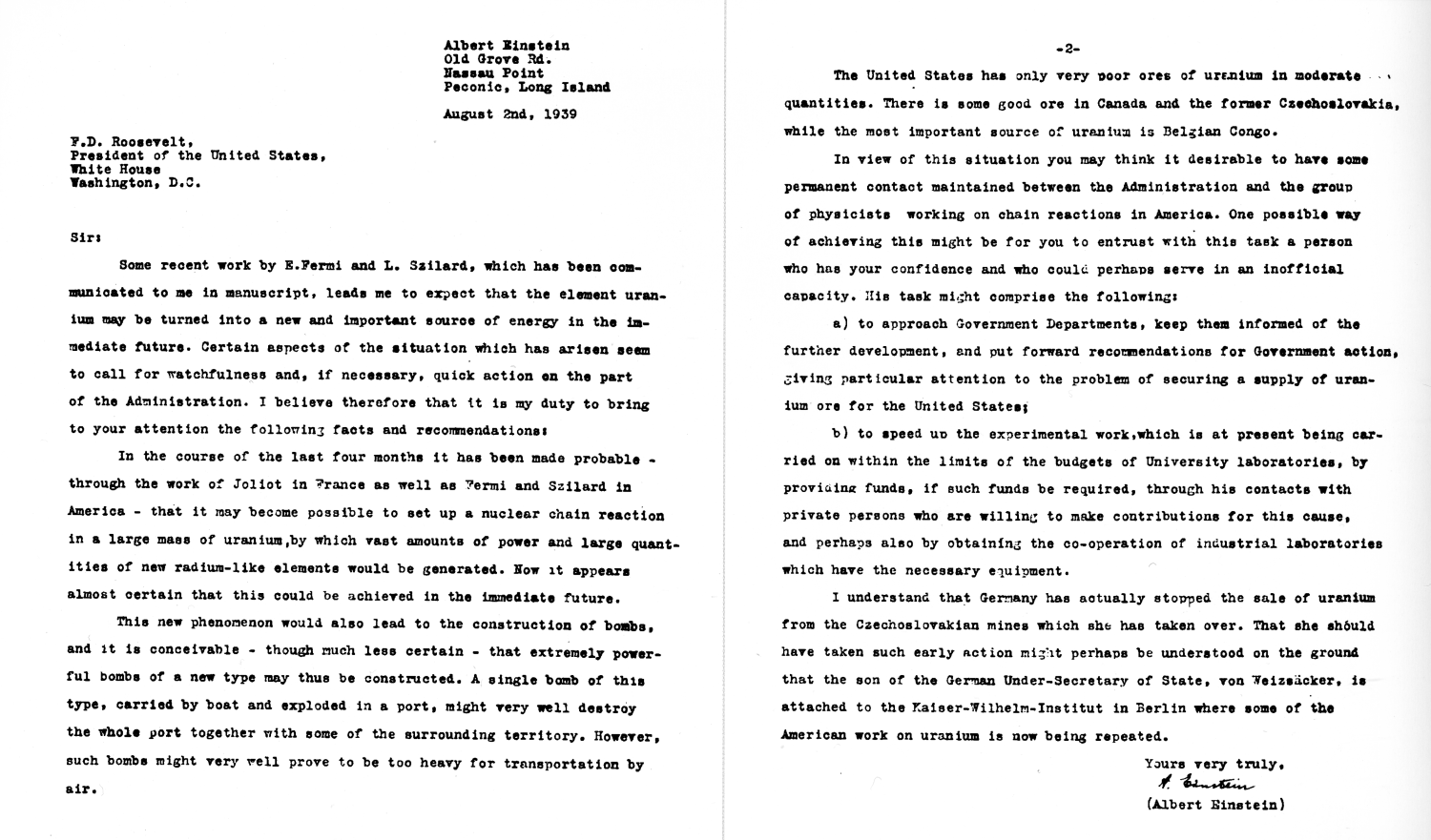
Bản sao bức thư Einstein–Szilard

Bức thư Einstein–Szilard là một bức thư do Leó Szilárd chấp bút và Albert Einstein kí tên, đề ngày 2 tháng 8 năm 1939, gửi Tổng thống Hoa Kỳ Franklin D. Roosevelt nhằm cảnh báo nguy cơ Đức phát triển vũ khí hạt nhân và khuyên  Hoa Kỳ khởi động chương trình hạt nhân riêng. Roosevelt lập tức chỉ đạo nghiên cứu về vũ khí hạt nhân, dẫn tới chế tạo quả bom nguyên tử đầu tiên thuộc Dự án Manhattan và vụ ném bom nguyên tử xuống Hiroshima và Nagasaki.

## Bối cảnh
Otto Hahn và Fritz Strassmann công bố phát hiện urani mà bị bắn neutron thì biến thành bari trên số ngày 6 tháng 1 năm 1939 của tạp chí khoa học Naturwissenschaften. Lise Meitner xác định nó là phản ứng phân hạch trên số ngày 11 tháng 2 năm 1939 của tạp chí Nature.Hiện tượng này được giới vật lý đặc biệt chú ý. Nhà vật lý người Đan Mạch Niels Bohr đưa tin đến Hoa Kỳ tại Hội nghị Washington lần thứ năm về vật lý lý thuyết vào ngày 26 tháng 1 năm 1939. Kết quả ban đầu được nhiều nhà vật lý kiểm chứng, đáng kể là Enrico Fermi và John R. Dunning ở Đại học Columbia.
Nhà vật lý người Hung Leó Szilárd nhận thấy có thể dùng phản ứng phân hạch các nguyên tử nặng để gây phản ứng dây chuyền hạt nhân mà sản sinh một lượng lớn năng lượng cho phát điện hoặc bom nguyên tử. Ông đã được cấp bằng sáng chế phát kiến này tại Luân Đôn từ năm 1933 sau khi được biết Ernest Rutherford đã chê bai thử nghiệm phát điện bằng cách dùng proton phân hạch lithi của nhóm nghiên cứu của ông vào năm 1932. Szilárd không gây được phản ứng dây chuyền bằng những nguyên tố nhẹ nhiều neutron. Tuy nhiên, trên lí thuyết thì nếu mỗi phản ứng trong dây chuyền sinh ra hơn một neutron thì số lượng phản ứng sẽ tăng theo cấp số nhân.
Szilárd bắt tay với Fermi xây dựng một lò phản ứng hạt nhân tại Đại học Columbia, nơi George B. Pegram là trưởng khoa vật lý. Có tranh luận về lựa chọn đồng vị nào của urani: Fermi cho rằng có thể dùng urani-238 trong tự nhiên nhưng người khác cho rằng phải dùng urani-235. Sau khi thí nghiệm kiểm tra xong, Fermi và Szilárd kết luận có thể dùng urani tự nhiên để gây phản ứng dây chuyền nếu có một chất làm chậm neutron thích hợp. Thử nghiệm xác định hydro trong nước làm chậm neutron có hiệu quả nhưng thường bắt giữ neutron. Szilárd đề xuất dùng cacbon làm chất làm chậm  Mặc dù cần phải có một lượng lớn cacbon và urani để xây dựng lò hạt nhân nhưng Szilárd tin rằng nỗ lực của nhóm sẽ thành công.
Szilárd quan ngại Đức sẽ tiến hành thử nghiệm tương tự do nhà vật lý hạt nhân người Đức Siegfried Flügge đã đăng hai bài báo khoa học nổi tiếng về khả năng khai thác năng lượng hạt nhân vào năm 1939. Szilárd bàn với đồng nghiệp người Hung Eugene Wigner và quyết định sẽ cảnh báo Bỉ nguy cơ Đức xâm chiếm Congo thuộc Bỉ nhằm khai thác quặng urani. Wigner đề xuất Albert Einstein là người báo tin bởi Einstein quen Hoàng gia Bỉ. Szilárd đã hợp tác với Einstein chế tạo tủ lạnh Einstein từ năm 1926 đến năm 1930, biết rõ về Einstein nên đồng ý.

## Bức thư
Ngày 12 tháng 7 năm 1939, Wigner lái Szilárd đến nhà Einstein tại Long Island để thảo luận về vấn đề bom nguyên tử. Einstein nghe hai người đề cập khả năng chế tạo một quả bom, thốt lên: "Daran habe ich gar nicht gedacht" ("Tôi còn chưa nghĩ đến điều đó"). Szilárd đọc cho Wigner viết một bức thư bằng tiếng Đức gửi Đại sứ Bỉ tại Hoa Kỳ, Einstein là người kí tên. Ba người cũng viết thư gửi Bộ Ngoại giao trình bày kế hoạch của họ, xin nội hai tuần được hồi âm nếu Bộ Ngoại giao có ý kiến.
Tuy nhiên, còn một vấn đề là làm sao thuyết phục được chính quyền Hoa Kỳ tài trợ nghiên cứu về urani. Nhà kinh tế học người Áo Gustav Stolper, một người bạn khác của Szilárd đề xuất họ nhờ Alexander Sachs bởi ông có thể gặp Roosevelt. Sachs bảo Szilárd đã bàn với Roosevelt về việc nghiên cứu urani nhưng Fermi và Pegram đều không đánh giá cao khả năng chế tạo được một quả bom nguyên tử. Sachs đồng ý chuyển bức thư đến Roosevelt nhưng khuyên nên có chữ kí của ai đó uy tín. Một lần nữa Einstein lại là lựa chọn hợp lý. Sachs và Szilárd lập tức thảo một bức thư đầy rẫy lỗi chính tả gửi Einstein.
Szilárd ra lại Long Island vào ngày 2 tháng 8. Ngày hôm đó Wigner bận nên Szilárd phải nhờ Edward Teller, một nhà vật lý người Hung khác lái ông ra. Einstein đọc xong bản thảo, đọc cho Szilárd viết một bản bằng tiếng Đức. Sau khi về Đại học Columbia thì Szilárd đọc cho một tốc ký viên tên Janet Coatesworth viết bức thư bằng tiếng Anh. Khi nghe đến đoạn về một quả bom cực kì mạnh thì cô thầm nghĩ "hẳn mình làm việc cho một kẻ điên" mặc dù cuối bức thư có ghi "Kính thư, Albert Einstein". Cả bức thư tiếng Anh và một bản dài hơn đều được gửi đến Einstein kí tên.
Bức thư đề ngày 2 tháng 8 và cảnh báo Roosevelt rằng:
"Trong vòng bốn tháng qua, nghiên cứu của Joliot ở Pháp cùng với Fermi và Szilard ở Hoa Kỳ đã cho thấy có thể gây một phản ứng dây chuyền hạt nhân trong một khối lượng lớn urani nhằm sản sinh một lượng lớn năng lượng và những nguyên tố giống radi. Hiện tại gần như có thể khẳng định rằng sắp tới có thể đạt được điều này.
Hiện tượng mới lạ này cũng sẽ dẫn tới việc chế tạo bom, và chúng ta có thể hình dung – mặc dù còn hồ nghi – rằng một loại bom mới cực kì mạnh sẽ được chế tạo. Chỉ một quả bom loại này, vận chuyển bằng đường thủy mà kích nổ trong một hải cảng thì rất có thể sẽ phá hủy toàn bộ hải cảng cùng với những vùng lân cận. Tuy nhiên, rất có thể những quả bom này sẽ không thể vận chuyển bằng đường máy bay được do quá nặng."

Bức thư đặc biệt cảnh báo về Đức:
"Tôi được biết rằng Đức đã ngừng bán urani từ những hầm mỏ của Tiệp Khắc mà Đức đã chiếm. Có thể lý giải động thái từ sớm này qua việc con trai của Phó Ngoại trưởng Đức, von Weizsäcker, đang làm việc ở Viện Kaiser Wilhelm tại Berlin nơi những thử nghiệm của Hoa Kỳ về urani đang tái diễn."

Vào thời điểm viết bức thư, ước tính cần phải có vài tấn vật liệu thì mới gây được một phản ứng dây chuyền phân hạch. Tuy nhiên, bảy tháng sau có một đột phá khoa học tại Anh ước tính lại khối lượng tới hạn là ít hơn 10 kg, mở khả năng không vận một quả bom nguyên tử.

## Chuyển thư

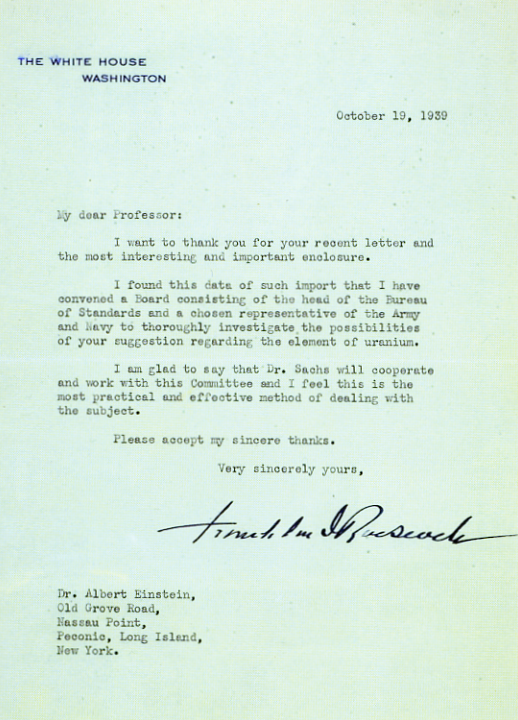
Thư trả lời của Roosevelt

Szilárd nhận lại bức thư từ Einstein vào ngày 9 tháng 8, có chữ kí có Einstein. Ông đưa cả bản ngắn và bản dài của bức thư cho Sachs cùng với một bức thư của riêng ông vào ngày 15. Sachs xin được gặp Roosevelt nhưng chưa kịp sắp đặt thì Đức xâm lược Ba Lan, buộc chính quyền phải đối phó với khủng hoảng Chiến tranh thế giới thứ hai. Sachs đợi đến tháng 10 để cho Roosevelt có thể toàn tâm toàn ý cân nhắc bức thư và hẹn gặp vào ngày 11. Sachs gặp Roosevelt, thư ký của Roosevelt là Chuẩn tướng Lục quân Edwin "Pa" Watson và hai chuyên gia vũ khí là Trung tá Lục quân Keith F. Adamson và Trung tá Hải quân Gilbert C. Hoover. Roosevelt hóm hỉnh tóm tắt cuộc hội kiến là: "Alex, ông gặp tôi là để ngăn lũ Quốc Xã nổ chúng ta thành trăm mảnh".
Roosevelt trả lời thư cảm ơn Einstein và báo cho ông biết rằng:
"Tôi thấy thông tin này rất quan trọng cho nên tôi đã thành lập một Ủy ban gồm thủ trưởng Viện Tiêu chuẩn và một đại diện của Lục quân và Hải quân để  nghiên cứu kỹ lưỡng kiến nghị của ông về nguyên tố urani."

Einstein gửi thêm hai bức thư đến Roosevelt vào ngày 7 tháng 3 và ngày 25 tháng 4 năm 1940 nhằm đề nghị hành động về nghiên cứu hạt nhân. Szilárd gửi một bức thư thứ tư đề ngày 25 tháng 3 năm 1945, có chữ kí của Einstein, khuyên Roosevelt gặp Szilárd để bàn về chính sách năng lượng hạt nhân nhưng Roosevelt qua đời vào ngày 12 tháng 4 năm 1945.

## Kết quả
Roosevelt quyết định thành lập Ủy ban Tham vấn về urani. Chủ tịch ủy ban là Giám đốc Viện Tiêu chuẩn Lyman James Briggs (nay là Viện Tiêu chuẩn và Công nghệ Quốc gia), hai thành viên còn lại là Adamson và Hoover. Ủy ban Tham vấn họp lần đầu tiên vào ngày 21 tháng 10, có sự tham gia của Fred L. Mohler thuộc Viện Tiêu chuẩn, Richard B. Roberts thuộc Viện nghiên cứu Carnegie tại Washington, Szilárd, Teller và Wigner. Adamson không đánh giá cao khả năng chế tạo một quả bom nguyên tử nhưng đồng ý cấp 6.000 đô la Mỹ (tương đương 100.000 đô la Mỹ hiện nay) để tài trợ mua urani và than chì cho thử nghiệm của Szilárd và Fermi.
Ủy ban Tham vấn về urani không có chủ trương phát triển vũ khí hạt nhân. Năm 1940, Ủy ban Nghiên cứu Quốc phòng Quốc gia được thành lập thay thế cho Ủy ban Tham vấn. Năm 1941, Cục Nghiên cứu và Phát triển khoa học được thành lập thay thế cho Ủy ban Nghiên cứu Quốc phòng Quốc gia. Sau khi nghiên cứu Bản ghi nhớ Frisch–Peierls và Báo cáo MAUD thì Roosevelt chỉ đạo tận dụng nguồn lực phát triển một quả bom từ tháng 1 năm 1942. Công binh Lục quân Hoa Kỳ tiếp quản nghiên cứu về phân hạch từ tháng 6 năm 1942, trở thành Dự án Manhattan.
Einstein không được làm việc trong Dự án Manhattan. Ông bị xem là rủi ro an ninh do tư tưởng chủ hòa và danh tiếng của ông nên không được cấp thẩm quyền an ninh. Tuy nhiên, ít nhất một nguồn tin cho biết Einstein bí mật đóng góp một vài phương trình cho Dự án Manhattan. Einstein tiếp tục được tư vấn cho Cục Quân giới của Hải quân Hoa Kỳ. Ông không hề biết về mục tiêu chế tạo một quả bom nguyên tử và không có ảnh hưởng gì đối với chính sách sử dụng. Linus Pauling cho biết Einstein về sau hối hận đã kí bức thư dẫn tới việc chế tạo, sử dụng bom nguyên tử trong chiến tranh. Năm 1947, Einstein trả lời tạp chí Newsweek rằng "tôi mà biết rằng Đức sẽ không chế tạo được một quả bom nguyên tử thì tôi đã chẳng hé răng nửa lời".